# لسه استر
لسه استر (انگلیسی: Lasse Sætre؛ زادهٔ ۱۰ مارس ۱۹۷۴) اسکیت‌باز سرعت اهل نروژ است.